# Пресвітеріянська Церква Кореї
Пресвітеріянська Церква Кореї (ПСК, або Тонґхап) — протестантська церква у Південній Кореї, яка є другою за кількістю пресвітеріянською деномінацією у світі. Її дочірньою церквою є Корейська Пресвітеріянська Церква в Америці, яка від 2009 року зветься «Корейська Пресвітеріянська Церква за Кордоном».

## Історія
Першу церкву засновали у провінції Хванхе 1884 року. Згодом на півострів прибули кілька іноземних місіонерів, серед них Горас Аллен, Горас Ґ. Андервуд і Генрі Девіс.
Подібно до інших християнських церков, ПСК було втягнуто у мирний Рух 1 березня за незалежність Кореї 1919 року.
У 1950-х роках ПСК було відрізано від залишка вірних у Північній Кореї. Церква пережила три розколи: 1952, 1953, коли відокремилась «Пресвітеріянська Церква Республіки Корея», а 1959 частина консервативно налаштованих пресвітеріян, що зайняли різко негативну позицію щодо екуменічного руху, вийшли з церкви і утворили «Пресвітеріянську Церкву в Кореї» (Хаптонг).
Церква налічує 6978 конґреґацій, 10950 служителів і 2395323 вірних.